# Копенхаген спринт 2025.
Копенхаген спринт 2025. било је прво издање једнодневне бициклистичке трке Копенхаген спринта, која је одржана 22. јуна у Данској, као 25 трка у оквиру UCI ворлд тура 2025.
Укупна дужине износила је 235.7 , старт је био поред Бродског музеја Викинга у Роскилдеу, а циљ у парку Естре Анлег у Копенхагену, гдје је вожено пет кругова по 11 километара.
највећи фаворити били Дилан Груневеген, Мадс Педерсен, Сем Велсфорд, Серен Вареншолд, Џеки Стјуарт, Тобијас Лунд Андерсен, Олав Кој и Милан Фретин.
На уласку у последњи круг десио се пад због којег су многи возачи отпали од главне групе, на циљ је дошла група од 41 возача, у спринту је побиједио Јорди Меус испред Алексиса Ренара, док је на трећем мјесту завршио Емилјен Женије. Током руте су била три спринт циља на којима су се додјељивали поени за спринт класификацију за прву тројицу возача, од 3, 2 и 1 поен.

## Тимови
На трци су учествовала 24 тима, са по седам возача. Свих 18 ворлд тур тимова имало је аутоматску позивницу али нису били обавезни да учествују пошто је трка додата у ворлд тур послије 2017. године, док су два најбоља про тур тима за претходну сезону такође имали аутоматску позивницу за све ворлд тур трке а трећи за све једнодневне ворлд тур трке али нису били обавезни да учествују. Десет ворлд тур тимова је одлучило да учествује, док су Групама—ФДЈ, Декатлон АГ2Р ла мондијал, ЕФ едукејшон—изипост, Инеос гренадирс, Мовистар, Судал—Квик-степ, УАЕ тим емирејтс ХРГ и ХДС Астана одлучили да прескоче трку. Лото, Израел—премијер тех и Уно—Х мобилити су била три најбоља про тур тима на крају сезоне 2024. и одлучили су да учествују, док су специјалне позивнице добили Бургос бурпелет БХ, Еускалтел—еускади, Каха рурал—сегурос РГА, Ку 36.5 про сајклинг, Полти визит Малта, Солушен тех—Вини фантини, Тотал енержис, Тудор про сајклинг, Унибет тјетема рокетс и Фландерс—балојсе, а учествовао је и национални тим Данске.
UCI ворлд тур тимови:
| - Алпесин—декунинк - Аркеа—бб хотелс - Бахреин—викторијус - Визма—лејз а бајк - Интермарше—ванти | - Кофидис - Лидл—трек - Пикник постнл - Ред бул—Бора–ханзго - Џејко—алула |

UCI про тур тимови:
| - Бургос бурпелет БХ - Еускалтел—еускади - Израел—премијер тех - Каха рурал—сегурос РГА - Ку 36.5 про сајклинг - Лото - Полти визит Малта | - Солушен тех—Вини фантини - Тотал енержис - Тудор про сајклинг - Унибет тјетема рокетс - Уно—Х мобилити - Фландерс—балојсе |

Национални тимови:
| - Данска |

## Новчане награде и бодови

### Новчане награде
Укупан новчани фонд је износио 42.500 евра и додјељивао се за првих 20 возача, као и за прву тројицу у спринт класификацији. Побједник је добио 16.000 евра, другопласирани 8.000, а трећепласирани 4.000 евра. Возачи од 10 до 20 мјеста добијали су по 400 евра. Побједник спринт класификације добио је 1.400 евра, другопласирани 700, а трећепласирани 400.
Организатори су одредили исти новчани фонд и за трку за мушкарце и за жене, а фонд од 40.000 евра на трци за мушкарце је минималан износ, док је на трци за жене то пет пута више од минималног износа.
| Поз.                 | 1.     | 2.    | 3.    | 4.    | 5     | 6—7.  | 8—9. | 10—20. |
| Износ                | 16.000 | 8.000 | 4.000 | 2.000 | 1.600 | 1.200 | 800  | 400    |
| Спринт класификација | Поз.   | 1.    | 2.    | 3.    |       |       |      |        |
| Спринт класификација | Износ  | 1.400 | 700   | 400   |       |       |      |        |

### Бодови
Бодове у UCI свјетском рангирању добило је првих 60 возача. Побједник трке је добио 300, другопласирани 250, трећепласирани 215, четвртопласирани 175, а петопласирани 120.
| Поз. | 1.  | 2.  | 3.  | 4.  | 5   | 6.  | 7. | 8. | 9. | 10. | 11. | 12. | 13. | 14. | 15.-20. | 21.-30. | 31.-50. | 51.-55. | 56.-60. |
| Бод. | 300 | 250 | 215 | 175 | 120 | 115 | 95 | 75 | 60 | 50  | 40  | 35  | 30  | 25  | 20      | 12      | 5       | 2       | 1       |

## Рута
Укупна дужина трке износила је 235.7 , старт је био  био поред Бродског музеја Викинга у Роскилдеу, након чега се ишло у покрајини у Сјеланд и пролазило се кроз Фредериксунд, Хилеред, Хумлебек и Балеруп. Затим се ишло у Копенхаген, гдје је вожено пет кругова по 11 километара у центру града, док је циљ био у парку Естре Анлег, испред Националне галерије Данске.

## Резултати
Трку је стартовало 166 возача, а завршило је 155.
| Позиција | Возач                       | Тим                 | Вријеме    |
| -------- | --------------------------- | ------------------- | ---------- |
| 1.       | Јорди Меус (БЕЛ)            | Ред бул—Бора–ханзго | 5ч 01' 15" |
| 2.       | Алексис Ренар (ФРА)         | Кофидис             | + 0"       |
| 3.       | Емилјен Женије (ФРА)        | Тотал енержис       | + 0"       |
| 4.       | Арно Демар (ФРА)            | Аркеа—бб хотелс     | + 0"       |
| 5.       | Тобијас Лунд Андерсен (ДАН) | Пикник постнл       | + 0"       |
| 6.       | Иго Пејџ (ФРА)              | Интермарше—ванти    | + 0"       |
| 7.       | Дилан Груневеген (ХОЛ)      | Џејко—алула         | + 0"       |
| 8.       | Фил Баухаус (ЊЕМ)           | Бахреин—викторијус  | + 0"       |
| 9.       | Станислав Ањиолковски (ПОЉ) | Кофидис             | + 0"       |
| 10.      | Серен Вереншолд (НОР)       | Уно—Х мобилити      | + 0"       |